# 役割
役割（やくわり）または社会的役割（しゃかいてきやくわり）は、社会的な状況で行為者によって概念化される1つに結合した振る舞いと権利と義務のこと（すなわち期待され学習される行動様式）である。

## 概要
社会的な役割は社会的行為について以下を仮定する。
1. 社会の中の分業は異種の特殊化した位置（Positions）の間で相互作用の形式を取るが、これを私達は「役割」と呼んでいる。
2. 社会的な役割は、一般的に知られており、そしてそれゆえにこれらの役割において適切な行動への期待を決定付ける社会規範によって誘導された適切で、許容された行為の形式が含まれる。
3. 役割は、「行為者」と呼ばれる個人によって占められる。
4. 諸個人が社会的な役割を認容する時（人々は役割を合法的で建設的であると考える）、彼らは役割規範に従うために苦痛を招くことになるし、役割規範に違反する人々を罰するためにもまた苦痛を招くことになるだろう。
5. 状況の変化は社会的な役割を時代遅れなものか違法なものにすることもありうる（すなわち、社会的な圧力が役割変化を引き起こすような場合において）。
6. 向社会的にふるまうことの満足と同様に、報酬の期待と処罰の予想は、なぜ行為者が役割要件に従うかを説明する。

## 社会的な役割の決定因子と特徴
役割は、達成されるものか、またはそれに起因しているか、あるいは種々の状況で偶然になりうるものと推定される。
- 「達成された役割」とは、人が自発的に仮定する位置である（それが個人的なスキル、才能、および努力を反映する）。
- 「起因して成る役割」とは、個人または集団に割り当てられた位置である。それは利点に注目するのではなく、どうにもできないある特色のために無視していたものであり（スターク、2007年)、通常は人に押し付けられるものである。

役割は半永久的である（「医師」、「母」、「子供」のように）かもしれないか、それらは一時的であるかもしれない。
よく知られた例としては、1940年代の末期にタルコット・パーソンズ（Talcott Parsons）によって公式化された、「病気の役割」がある。
一時的な「病気の役割」において、人は自分の通常の役割を免除されるけれども、医師の注文に従い回復を試みるなどの一時的な行動基準に準拠することを期待されている。
多くの役割のために、個人は生物学的または社会学的な一定の条件を満たさなければならない。例えば、少年は母親の生物学的な役割を演じることはできない。
他の役割は練習または経験を必要としている。例えば、多くの文化において、医師は医学を行うことに先がけて教育されて資格保証されなければならない。
役割発達は、社会的・遺伝的傾向を含めて、多くの追加的要因によって文化的にまたは状況的に影響される可能性がある。
- 社会的な影響：社会の構造は、彼らが経験することを選択する社会的状況に基づいた一定の役割の中で、しばしば個人を形成する。自分たちの子供を若年で一定のプログラムに登録している両親は、子供がその役割に就く可能性を増大させる。
- 遺伝的な傾向：人々は、自分にとって自然な役割を引き受ける。運動能力を持つ人々は一般にスポーツ選手の役割を引き受ける。知的な才能を持つ人々はしばしば教育と知識を捧げられる役割を引き受ける。これは、人々がほんの1つだけの通行証を選ばなければならないことを意味せず、複数の役割は各個人によって引き受けられる可能性がある（例えば、イーブリンさんはバスケットボールチームのポイントガードと彼女の学校新聞の編集者であるかもしれない）。
- 文化的な影響：異なる文化は異なる価値を人々の生活様式に基づいた一定の役割に置く。例えば、サッカー選手はヨーロッパ諸国では、サッカーがあまり人気のない米国よりも高く評価されている。
- 状況的な影響：人が自分自身の影響の外に置かれている状況のもとに、役割は創出されあるいは変更される可能性がある。

役割はまた、役割セット（人が、特定の社会的地位を占めることによって巻き込まれる役割関係のその補足物としての）において頻繁に相互接続される（マートン、1957年）。例えば、高校フットボールの選手は学生、スポーツ選手、級友などの役割を持っている。

## 役割理論
役割理論は、自分自身と他者の行為の中でなす期待をいかなる力が人々に育ませるのかを説明する、役割発達の社会学的研究である。社会学者のブルース・ビドル（1986年）によると、役割理論の5つの主要なモデルは以下のとおり。
1. 機能的な役割理論 ‐ 特定の社会的位置への共有された社会規範として役割の発達を調べる。
2. シンボリック相互作用論者の理論 ‐ 振舞いへの応答の個々の解釈の結果として役割の発達を調べる。
3. 構造的な役割理論 ‐ 役割に於いて個人よりむしろ社会の影響を強調して、数学的モデルを利用する。
4. 組織的な役割理論 ‐ 組織における役割の開発を調べる。
5. 認識的な役割理論 ‐ 「期待と振舞いとの関係」としてフリンとルメイによってまとめられた。[2]

### 機能主義者の「役割と合意の理論」
機能主義者は、社会が個人に置く期待の組として「役割」を見なすという、人類学から広く借用される役割理論を導く。暗黙の了解によって、一定の行為が「適切である」とか「不適当である」などと見なされている。
例えばそれは、医師がかなり保守的な服装をして、健康に関する個人的な一連の質問を尋ねたり、通常では禁じられるはずの方法で人に触れて、処方箋を書き、彼の患者の個人的な福祉のための、例えば電気技師または小売店主に期待されるよりも多くの懸念を示し語ることが、適切なのである。
「役割」（"Role"）とは、地位が医師であることである間は医師がするべき（または、少なくともすることを期待されている）事である。
すなわち、「地位」（"Status"）とは、「役割」がその「位置」（Position）に付属して期待される行動である間は、行為者が占めるその「位置」である。 役割は、もちろん占めている地位に限らないが、勤務時間中に「医師」の役割に人は配役されるという事実は、他の時間には人が夫（妻）、友人、父（母）などの他の役割を引き受けることを妨げない。

### 相互作用論または社会的行動理論における役割
相互作用論者の社会学的理論の中で、役割の概念は重要である。
相互作用論者の「役割」の定義は、機能主義者の過去の定義に遡る。
この概念において、役割とは定着もしくは規定されるものではなく、試験的で創造的な方法において個人の間で常に協議される何ものかである。
哲学者ジョージ・ハーバート・ミードは1934年の彼の著作である、『精神・自我・社会』において「役割」 の探究をした。
ミードの主要な関心は、子供が他者を観察し、ものまねをしながら想像力豊かに「役割取得」（Role Taking）することで、どのように社会の一部になるかを学びとる方法にあった。これは常に対話的な方法で為される。すなわち、単独の1人の人間の役割を考察することは有意義ではなく、他者と協力もすれば競争もするという個人としての人間を考察することに意義があるとする。
大人たちは似た様にふるまう。周囲に見える人々から役割を取得し、それらを創造的な方法で適合させることによって。そして（社会的相互作用の過程によって）それらの役割を試し、かつそれらを確認するか修正をする。
これは、かなりの曖昧さがあるけれどもそれにもかかわらず、すべての社会的相互作用の中で、何かその一部分のあるところに偶々出逢うことによって最も容易に目撃することができる。すなわち、各個人は活発に「状況」（その中でそれらの役割を理解する）を「定義」 しようとし、有利であるかまたは懇願している役割を選ぼうとし、その役割を果たそうとし、またその役割を支えるために他者を説得しようとするのである。

### 社会規範の理論
社会規範の理論は、人々の行動の多くが、彼らの社会集団の他の成員がどのようにふるまうかを自分が視認することによって、影響を受けることを述べている。個人が没個性化の状態にある時に、彼らは集団の主体性だけで理解し、彼らの行動は集団規範のみによって導かれるようである。人々は強制・内面化・集団の他の成員による規範の共有、および頻繁な活性化を通して社会規範に定着する（スミス 2007年）。規範は処罰または報酬を通して強制することができる。個人は、自分の役割に従って行動することで報いられる（すなわち、試験で「A」を得ている学生）、あるいは彼らの役割義務を完遂しないために罰せられる（すなわち、営業は十分な製品を売らないために解雇される）。
社会的規範の理論は、人々の社会的・文化的な環境を操作することによって個人に影響する目的によって環境の方法として適用されている。それは、社会的な市場戦略技術を使って、広く適用されている。標準の言葉は、効果的に人口標的に到達するために様々なメディアと宣伝戦略を使って伝達のために設計される。社会的規範の理論はまた課程の注入、マスコミ報道の制作、政策策定、および小集団発明などの戦略を通して首尾よく適用されている(Main Frame 2002)。

### 計画行動の理論
彼らが規範が不適当であるとわかる時には彼らの行動の自由への脅威と戦うことによって、人々は反応を表示する。(直接または間接的に)行動に影響するために、態度と規範は一般に共に作用する。
計画された行動意図の理論は3つのファクターの機能である。
行動についての態度、行動に関連している社会規範、および行動に関しての認知。
態度と責務が食い違っている時に、行動へのそれらの影響はそれらの相対的なアクセス可能性に依存するであろう。

## 役割葛藤と役割の混乱
役割を特徴付けている禁止された行動が、個人の中の認知的不協和をもたらすかもしれない状況が存在する。
役割葛藤とは、人が同時にやむを得ず二つの異なった両立しない役割を引き受ける時に起こる社会葛藤の特殊な形式である。例えば、彼女の子供の時間と注意力への要求が雇い主のニーズから彼女の気を散らす時に、人は会社員としての彼女の役割と母親としての彼女の役割との葛藤を見い出すかもしれない。同様に、彼または彼女がどの役割を果たすべきであるかを決定することにおいて一個人が困難を抱えていても、その役割が必ずしも両立しないわけでもない状況で役割混乱は起こる。例えば、社交的行事に出席している大学生が同席の客として彼の先生と偶然出会うならば、彼は学生としてか、または同席者としてか、その先生とどの様に係わるかを決定する必要があるであろう。

## 図書目録
- コガネムハーゲン, ダニエル・ヨナ. 『ヒットラーの望んでいる死刑執行人: 普通のドイツ人とホロコースト』. ヴィンテージ書房, ニューヨーク. 1996.
- マートン, ロバートK. 『社会学のイギリスのジャーナル』 第8版. 1957. .